# いたみありさ
いたみ ありさ（1973年3月10日 - ）は、ニューヨークを拠点に活動する日本人作家、 アートディレクター、キュレーター。

## 経歴
いたみありさは、世界中で多くのアーティストと出会い、「Art for Everyone, Everyday」というコンセプトに基づいて、2008 年に アートギャラリーを創設。彼女は、その後　10年間、ニューヨーク、ブルックリンで「Ouchi Gallery」を運営し、アーティスト達に無数の機会と活動スペースを提供した。また、 2008年には、ナイジェリアの子供たちに「紙の芸術」について教える折り紙プロジェクトを企画。2012 年、カナダで折り紙プロジェクト、イタリアで 100 人のアーティスト展 を開催した。2014 年、彼女は「学校では教えてくれないアーティストのなり方」を執筆し。
、Amazonの美術教育でベストセラーを獲得する。また、2016年には、ブルックリンで最も愛された地元ギャラリーとして「タイムアウト・ニューヨーク・ラブ・アワード」を受賞。2019年１月には[The BIG ISSUEで特集され、３万部が１ヶ月で完売。現在は、総勢200名の日本人現代アーティストチーム (JCAT) を率い、若手アーティストがアート界に足を踏み入れる手助けをしている。国際的なキュレーターとし てニューヨークをベースに活躍中。ニューヨークを発信地にハーモニーという日本人のアイデンティティーを通してPeace on Earthをテーマにした活動や、自身がニューヨークや世界各地で経験してきたことを伝える「Live Your Dream ~夢を生きる~」という講演会を各地で行なっている。

## 著書
- 『学校では教えてくれないアーティストのなり方』サンクチュアリ出版、2014年9月15日。ISBN 978-4-86113-223-0

## 展示会
- 2019年2月　JCAT Exhibition  「Sm;)ey」@Pleiades Gallery in Chelsea,New York
- 2018年9月　JCAT Exhibition  「JAPANISM2」@Pleiades Gallery in Chelsea,New York
- 2018年9月　naomaria solo Exhibition   「Kimono Collage Art」@Pleiades Gallery in Chelsea,New York
- 2018年7月８月　JCAT Exhibition  「WE」@Pleiades Gallery in Chelsea,New York
- 2018年1月　JCAT Showcase 「JAPANISM」@One Art Space in Tribeca,New York
- 2017年7月　JCAT Showcase @Gallery Max in SOHO,New York